# Abacetus amaroides
Abacetus amaroides là một loài bọ chân chạy thuộc phân họ Pterostichinae. Loài này được Laferte-Senectere mô tả lần đầu năm 1853 và được tìm thấy trên khắp Tây Phi cũng như Cộng hòa Dân chủ Congo.